# Liachirus whitleyi
Liachirus whitleyi är en fiskart som beskrevs av Chabanaud, 1950. Liachirus whitleyi ingår i släktet Liachirus och familjen tungefiskar. Inga underarter finns listade i Catalogue of Life.